# 法国托洛茨基主义联盟
法国托洛茨基主义联盟（法語：Ligue trotskyste de France）是法国的一个托洛茨基主义组织。该组织成立于1970年代中期，由一些移居法国的美国斯巴达克斯主义联盟成员创立。该组织是国际共产主义同盟（第四国际主义者）的支部。